# Härkingen
Härkingen ist eine politische Gemeinde und eine Ortschaft im Bezirk Gäu des Kantons Solothurn in der Schweiz.
Sie liegt am südlichen Jurafuss am Autobahndreieck der A1 Zürich–Bern, wo die A2 aus Basel dazustösst.

## Geschichte

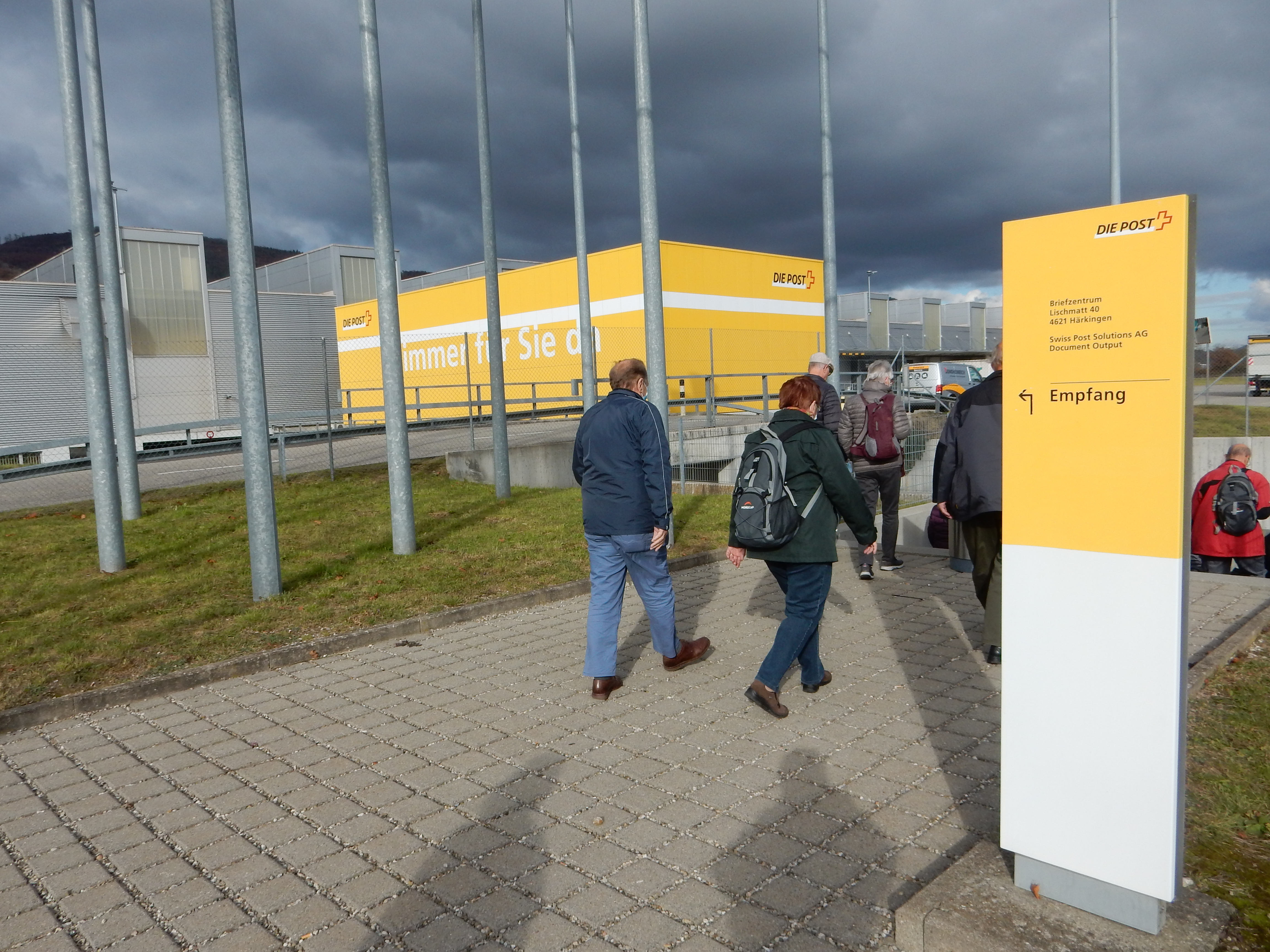
Eingang zum Briefzentrum Härkingen

Luftbild (1970)

Jungsteinzeitliche Reste auf dem Buchenrain und römische Funde am Grenzweg gegen Neuendorf sind Belege für eine frühe Besiedelung des Gemeindegebietes. Die erste urkundliche Erwähnung des Dorfes stammt vom 7. Dezember 1080 in einer in Speyer ausgestellten Schenkungsurkunde von König Heinrich IV. als Haerichingen, was bei den Angehörigen des Haricho bedeutet. Im Jahr 1402 verkaufte Hans von Blauenstein die Burg Neu-Falkenstein und die vier Dörfer Egerkingen, Härkingen, Neuendorf und Wolfwil an die Stadt Solothurn. Dadurch wurde Härkingen 1481 zusammen mit Solothurn eidgenössisch. Einer der schlimmsten Dorfbrände suchte die Gemeinde am 3. März 1730 heim, als 17 Strohhäuser verbrannten und 22 Haushaltungen obdachlos wurden.
1754 konnte der Neubau der Johanneskirche im Dorfzentrum fertiggestellt werden. 1798 besetzte die französische Invasionsarmee auch Härkingen. Der Freiheitsbaum stand vor dem Wirtshaus Lamm. 1805 erlangte Härkingen die kirchliche Selbstständigkeit und wurde eine eigene Pfarrei. 1831, mit der neuen Kantonsverfassung, wurde der erste Gemeinderat gewählt. Seit dem 18. Jahrhundert sind folgende Familiennamen in Härkingen nachweisbar: Burkhardt, Frei, Hauri, Jäggi, Keust, Moll, Oegerli, Pfluger, Studer, Von Arx, Wyss.
1953 wurde das Dorf an die Kanalisation angeschlossen, die Dorfstraße wurde asphaltiert und die Häuser mit Hausnummern versehen. Das heute wohl älteste Gebäude im Dorf ist das Gasthaus zum Lamm. Laut der am rundbogigen Kellereingang eingemeißelten Jahreszahl wurde das Haus im Jahr 1560 erbaut.

## Wirtschaft
Seit 1999 befindet sich ein Paketzentrum der Schweizerischen Post in Härkingen.
Seit 2009 betreibt die Post auch eines der drei Briefzentren der Schweiz in Härkingen. Ab diesem Zeitpunkt verarbeiteten auf einer Fläche von 105'000 m2 rund 780 Mitarbeiter in drei Schichten durchschnittlich 5,9 Millionen Sendungen pro Tag.
Weil die Zahl der Brief rückläufig war und die Paketmengen zunahmen, wurde 2021 auch im Briefzentrum eine Paketsortierung eingerichtet.

## Bevölkerung
| Bevölkerungsentwicklung | Bevölkerungsentwicklung |
| Jahr                    | Einwohner               |
| ----------------------- | ----------------------- |
| 1798                    | 310                     |
| 1829                    | 360                     |
| 1850                    | 388                     |
| 1870                    | 336                     |
| 1900                    | 438                     |
| 1950                    | 651                     |
| 1980                    | 812                     |
| 2000                    | 1196                    |

## Wappen
Blasonierung
In Blau auf grünem Dreiberg gelber Wurzelstock einer Eiche mit zwei Zweigen und drei Früchten

## Persönlichkeiten
- Elisabeth Pfluger (1919–2018), Schriftstellerin und Sagensammlerin.
- Jules Pfluger (1916–2008), Heimatforscher

## Einzelnachweise

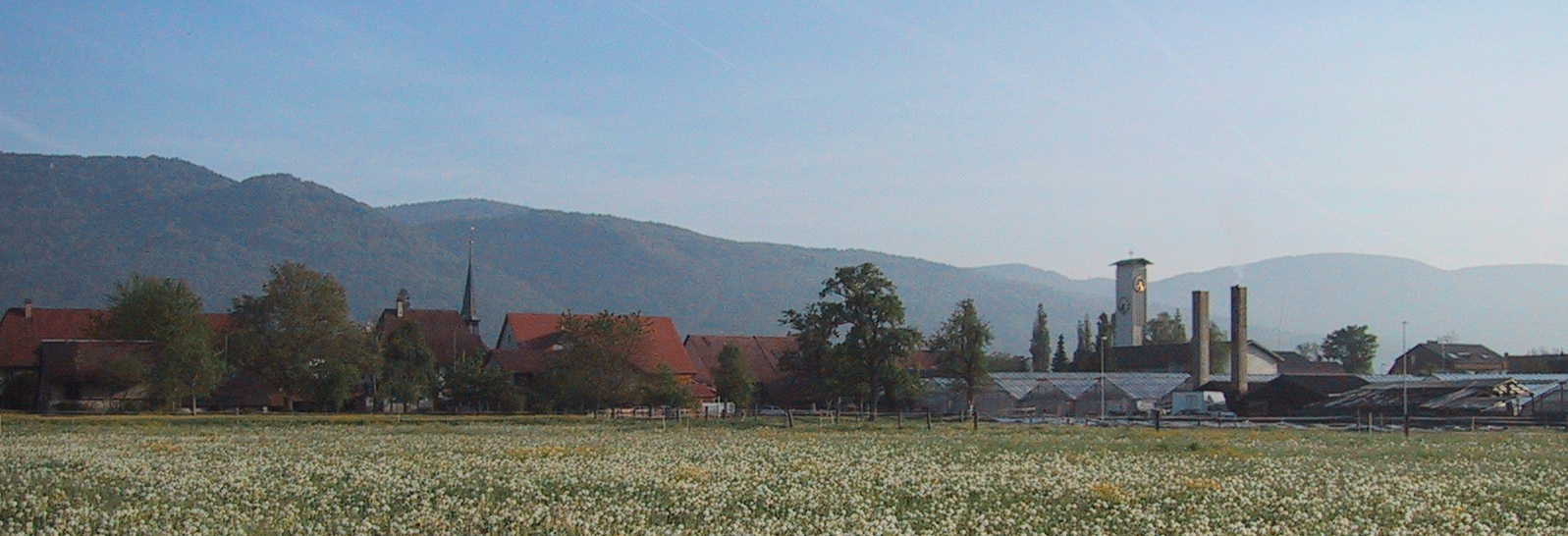
Härkingen gegen Norden an einem Maimorgen
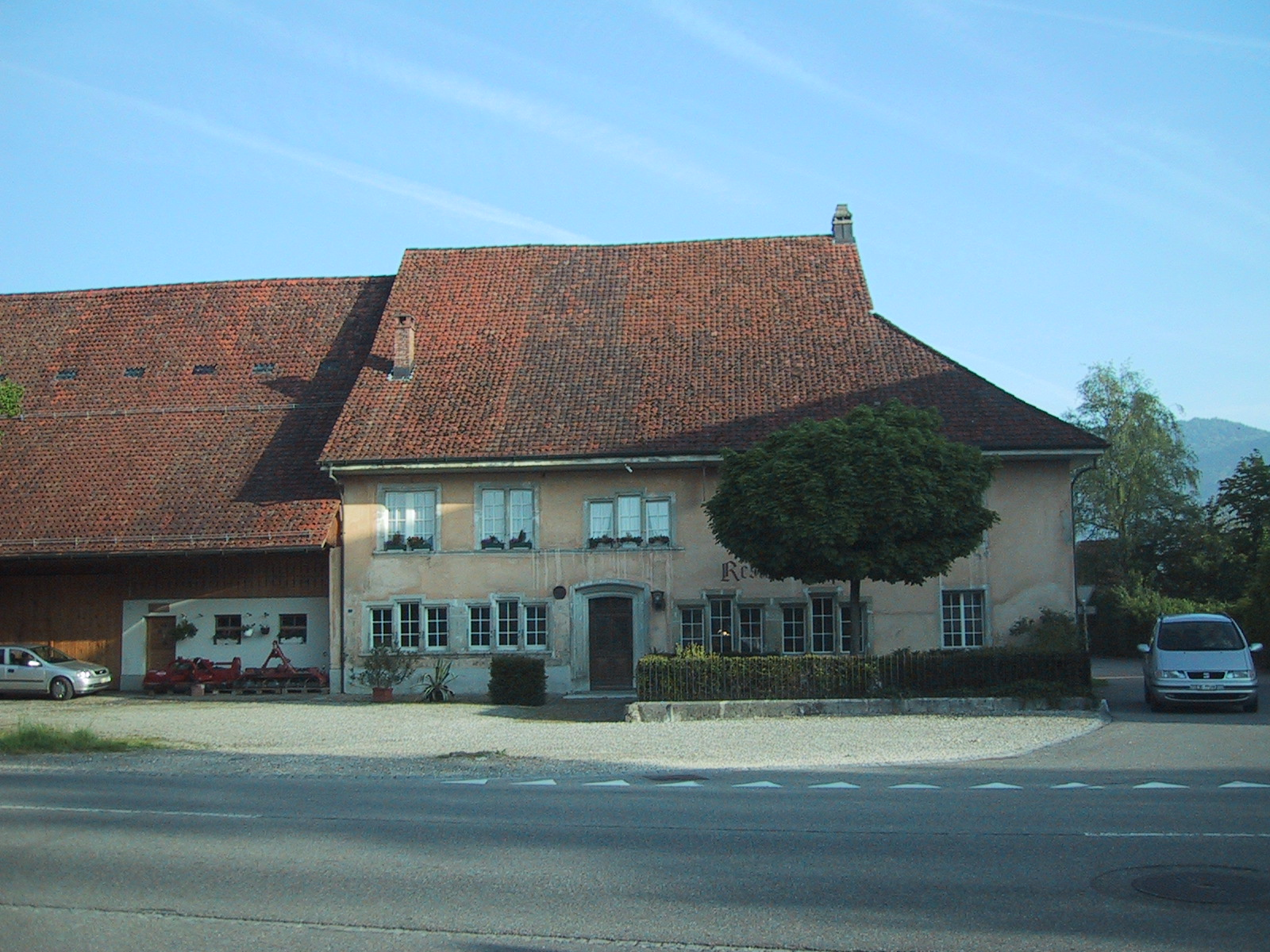
Gasthaus Lamm, erbaut 1560
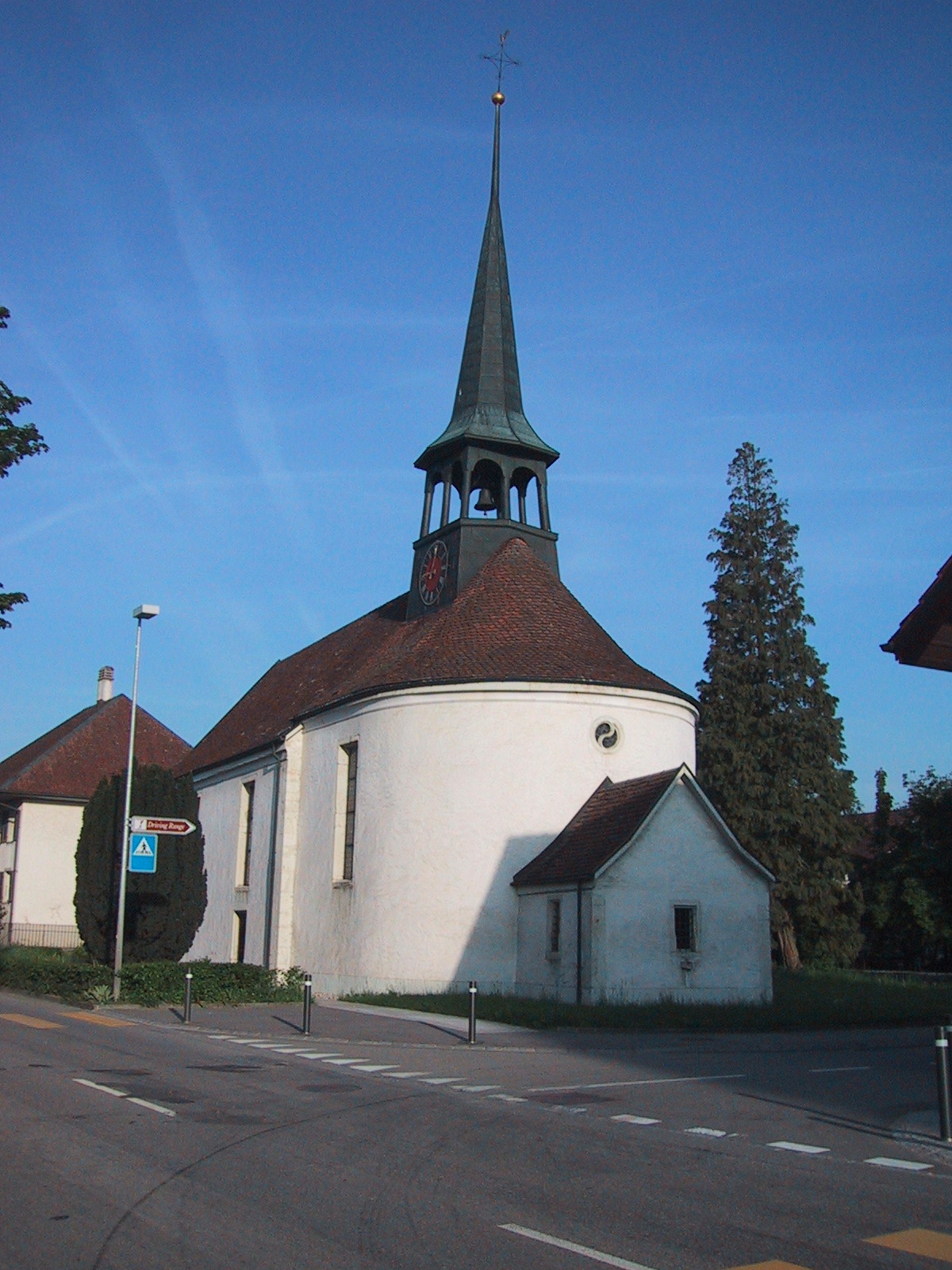
Die 1754 erbaute Johanneskirche
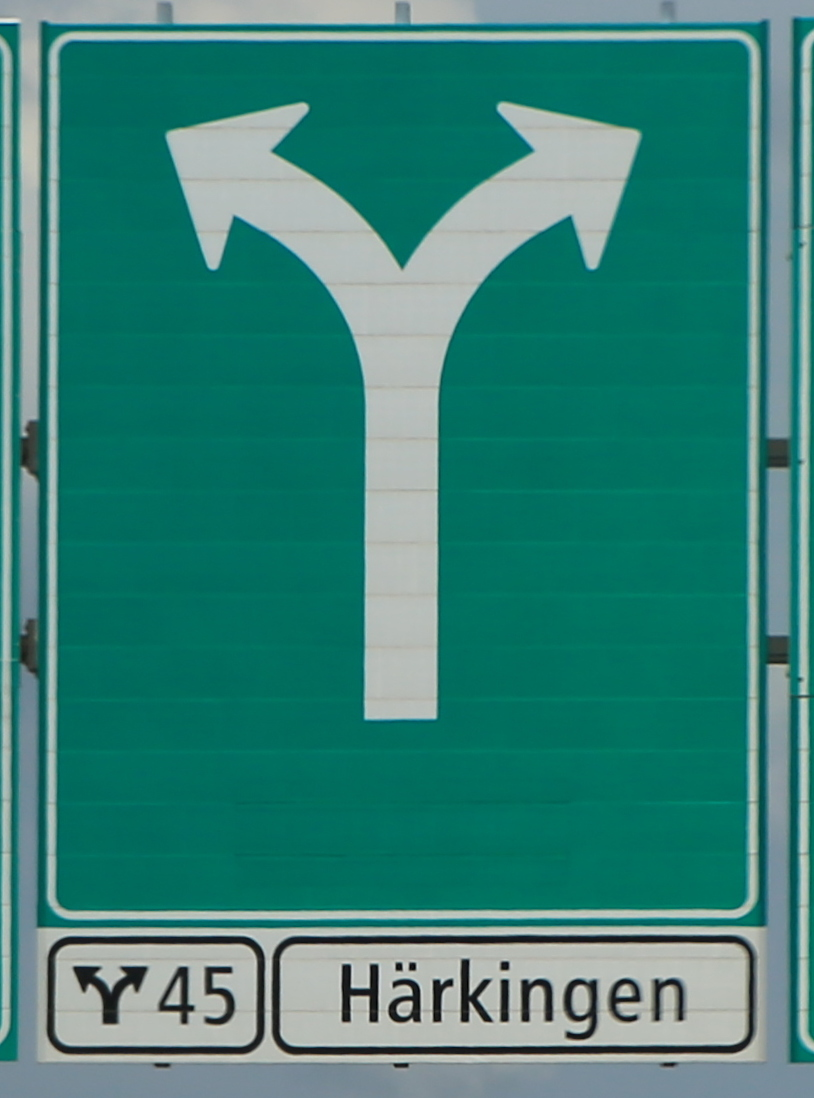
Verzweigung 45 Härkingen, bekanntes «Ortsschild» (2017)